# Nordwind Airlines

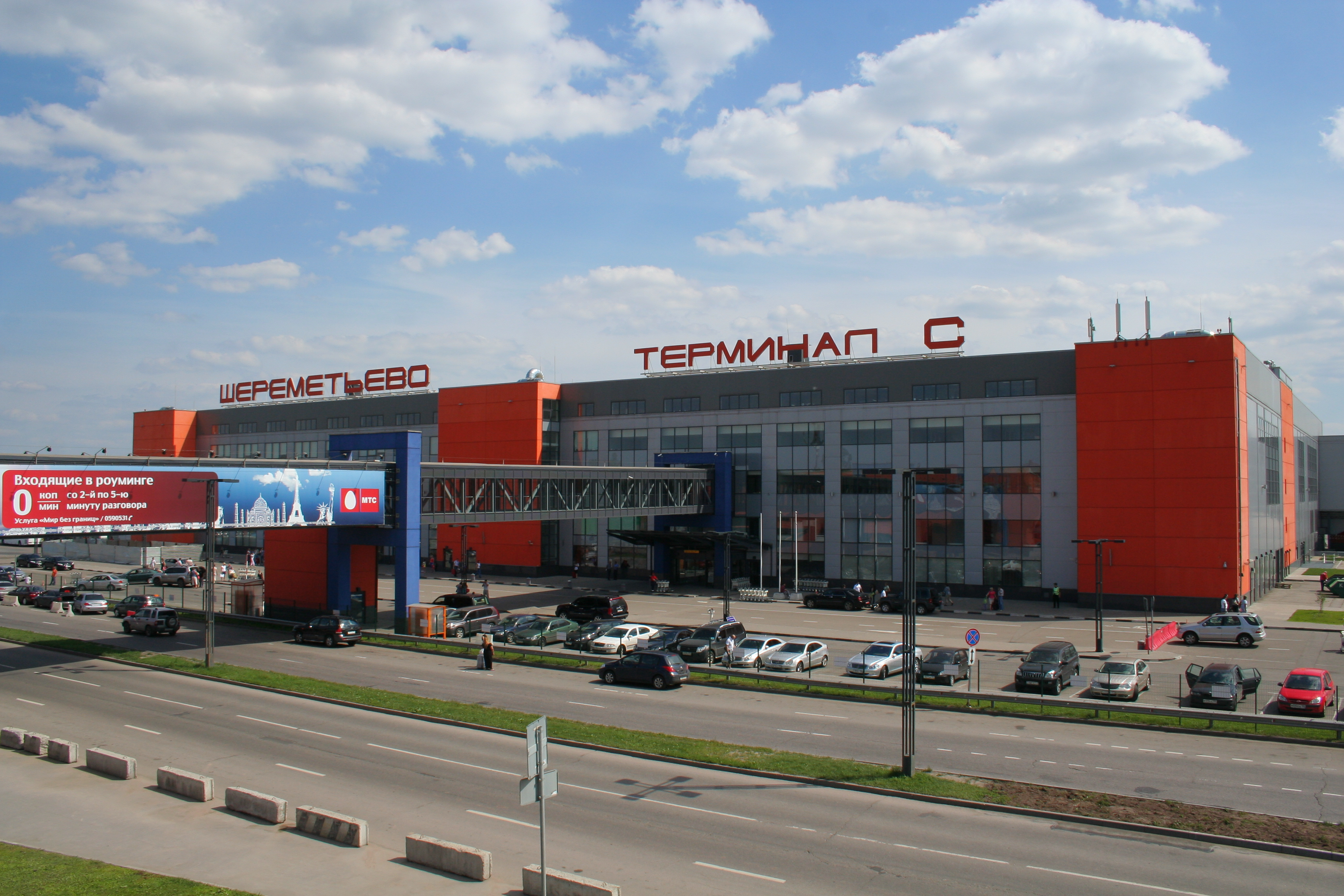
Sân bay quốc tế Sheremetyevo, nhà ga C

Nordwind Airlines, LCC (tiếng Nga: ООО «Северный ветер») là một hãng hàng không bay thuê chuyến với trụ sở đóng ở Moskva, Nga. Hãng hoạt động tại nhà ga C ở sân bay quốc tế Sheremetyevo.
Hãng hàng không này được lập từ một hợp tác của Pegas với các công ty tổ chức tour du lịch Nga vào tháng 9 năm 2008 và bắt đầu hoạt động vào tháng 12 cùng năm với đội máy bay ban đầu 3 chiếc Boeing 757-200.

## Đội máy bay

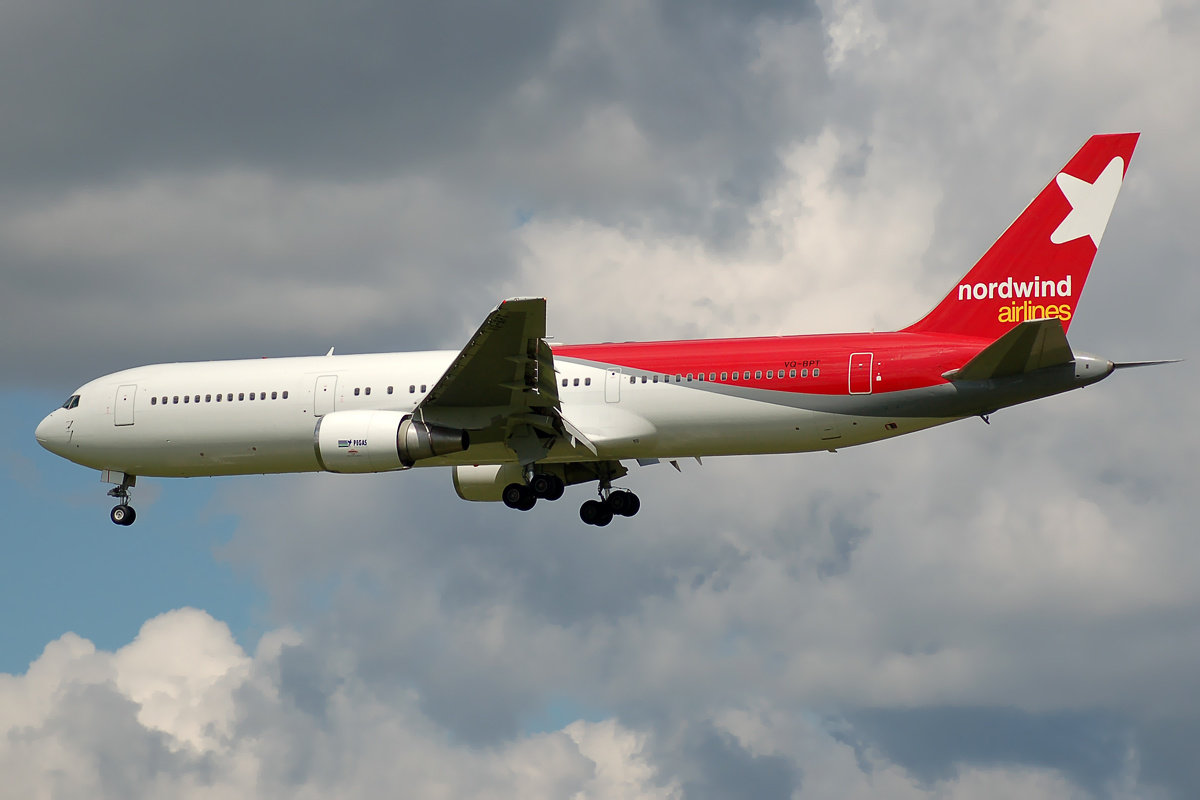
Một chiếc Boeing 767-300ER Nordwind Airlines đang hạ cánh ở sân bay quốc tế Sheremetyevo (2010).

Đến thời điểm ngày tháng 7 năm 2011, đội máy bay của hãng Nordwind Airlines gồm có các máy bay sau với tuổi trung bình 14,2 năm: